# Lymantria ekeikei
Lymantria ekeikei är en fjärilsart som beskrevs av George Thomas Bethune-Baker 1904. Lymantria ekeikei ingår i släktet Lymantria och familjen tofsspinnare. Inga underarter finns listade i Catalogue of Life.